# Montégut-Arros
Montégut-Arros is een gemeente in het Franse departement Gers (regio Occitanie) en telt 288 inwoners (2004). De plaats maakt deel uit van het arrondissement Mirande.

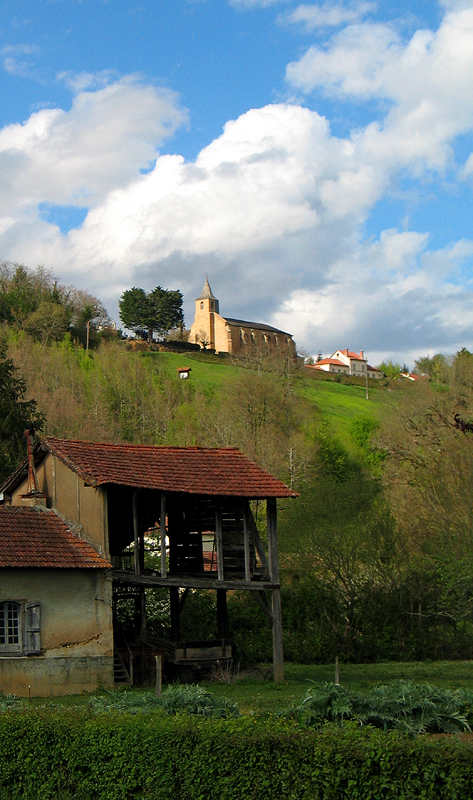
Kerk en omgeving

## Geografie
De oppervlakte van Montégut-Arros bedraagt 15,6 km², de bevolkingsdichtheid is 18,5 inwoners per km².
De onderstaande kaart toont de ligging van Montégut-Arros met de belangrijkste infrastructuur en aangrenzende gemeenten.

## Demografie
Onderstaande figuur toont het verloop van het inwonertal (bron: INSEE-tellingen).